# Gnadendorf
Gnadendorf est une commune autrichienne du district de Mistelbach en Basse-Autriche.